# Paul Blanca
Paul Blanca (roz. Paul Vlaswinkel, 11. listopadu 1958, Amsterdam – 16. října 2021, Amsterdam) byl nizozemský fotograf. Vytvářel portréty, ve kterých se zabýval silnými emocemi.

## Kariéra
Zájem autora o fotografii začal poté, co se setkal se svou současnicí Evou Veldhoen. Byla dcerou malíře Aata Veldhoena. Blanca začal používat malou fotografickou kameru. Poté pořizoval černobílé fotografie pomocí formátu 6 x 6 cm fotoaparátem Hasselblad. V 80. letech se mu dostalo uznání za autoportréty inspirované díly Andrese Serrana a Roberta Mapplethorpa.
V roce 1986 vydal knihu Timing, ve které zaznamenal tehdejší nizozemské umělce 80. let, doplněné básněmi Koose Dalstry.
V 90. letech se stal novinářem týdeníku Amsterdam Weekly; Nieuwe Revu a Het Parool. V roce 1995 napsal článek pro Nieuwe Revu, který pojednával o používání granátů.

## Vlivy
Paul Blanca byl ovlivněna choreografem, fotografem a majitelem fotografického studia Hansem van Manenem. V práci Van Manena, Pose, hrál Blanca kickboxera (Blanca byla v pubertě kickboxerem) obklopeného deseti baletkami.
Mapplethorpe Blancu představil newyorské vysoké společnosti, včetně umělců jako Grace Jones, Jasper Johns, Willem de Kooning a Keith Haring.  Mapplethorpe řekl o Paulovi:
„Paul Blanca je můj jediný konkurent.“

V díle "True Colors - The Real Life of the Art World" sběratel umění Anthonyho Hadena, se uvádí:
„Dosahuje druhu poezie, který má jen málo umělců.“

V roce 1991 spolupracovala Blanca s Hansem Gielesem a Francisem Boeskem z galerie „Vous Etes Ici“, aby vytvořili sérii „Sangre de Toro“ zobrazující španělské býčí zápasy. 
Na konci devadesátých let Blanca pořídil sérii s názvem „Mi Mattes“, která zobrazuje členy gangu visící kolem jeho studia. 

## Témata
Jeho autoportréty odhalují silné emoce a násilí vyjádřené strachem, agresí, bolestí, smutkem a sexualitou. Citlivější stránka je však zobrazena v aktech „Matka a syn“ a „Otec a syn“. 
Téma silných emocí odhaluje také fotografův seriál „Par la Pluie des Femmes“, ve kterém zachytil ženy v slzách tím, že je nechal přemýšlet o svých nejtraumatičtějších zážitcích.